# Кузнец Кулан
Кузнец Кулан — персонаж ирландской мифологии Ульстерского цикла, описанной в книге «Похищение быка из Куальнге» известен как Кузнец богов Кулан.

## Общие сведения
Кузнец богов Кулан известен в ирландской мифологии по отношению к знаменитому герою Ульстерского цикла Кухулину, чье имя (Сu-Chulain) означает «Пес Кулана». Кузнец Кулан имел отношение к загробному миру, занимался зодчеством и целительством. Кузнец Кулан живет во времена существования племени Эринов (Фир Болг), хотя его род известен со времен Немедийских племен. Из более поздних источников, — с Кулана были перенесены многие характеристики «первокузнеца» на кузнеца  Племени Богини Дану по имени Гоибниу.
Известно, что древняя Европа относилась к сословию кузнецов с мистическим почтением, которое сохранилось в устной и письменной традиции кельтов. Роберт Грейвс справедливо пишет, что «в бронзовом веке и в начале железного века кузнецы, которые, как поэты и врачеватели, непосредственно подчинялись Музе, никогда не украшали свои работы бессмысленным орнаментом. Все, что они делали, — меч, наконечник копья, щит, нож, ножны, застежка, кувшин, кружка, ведро, зеркало, — имело магические свойства, о которых говорили форма и размеры узоров».

## Литературное упоминание
Упоминание Кузнеца богов Кулан происходит в центральной саге Уладского цикла, в книге «Похищение быка из Куальнге», одного из четырёх больших циклов, составляющих сохранившуюся ирландскую мифологию.
Кулан именуется в сказании «Охота на Слиав Куллин» из собрания П. Джойса. С Кулана были перенесены многие характеристики «первокузнеца» на кузнеца Племени Богини Дану по имени Гоибниу, который возглавлял в этом Племени сословие Aes Dana, то есть Людей Искусства.
В сказании «Битва при Маг Туиред» — "Собрались у Луга величайшие из Племен Богини Дану, и спросил он (Луг) у своего кузнеца Кулана (Гоибниу), как сумеет тот послужить им своим искусством. «Нетрудно ответить, — промолвил кузнец, — коли даже случится ирландцам сражаться семь лет, то вместо любого копья, соскочившего с древка, или меча, что расколется в схватке, смогу отковать я другие. И уж тогда ни один наконечник, откованный мною, не пролетит мимо цели, а кожа, пронзенная им, не срастется вовеки». И действительно, написано далее, «все их (Племени Богини Дану) притупленное и треснувшее оружие на другой день оборачивалось целым, ибо кузнец Кулан (Гоибниу) без устали выделывал копья, мечи и дротики»
В России с упоминанием Кузнеца богов Кулане издана книга «Память острова Мэн», автор Сергей Шабалов издательством Летний сад. в 2002 году. "В старинные дни жил на острове Мэн кузнец богов Кулан. Это было время, когда Конхобар находился при дворе короля Ульстера и не имел ничего, кроме меча в руке. Был он знатным красивым юношей, и пришло ему в голову сделаться королём самому. Поэтому пошел он однажды к друиду из Клохера, чтобы спросить у него, как это лучше сделать. «Отправляйся на остров Мэн, — сказал друид. — Там ты найдешь великого кузнеца Кулана. Попроси, чтобы он сделал тебе меч, копье и щит, — с ними ты завоюешь королевскую власть над Ульстером».
- Шкунаев, Сергей Владимирович. Битва при Маг Туиред // «Похищение быка из Куальнге» и предания об ирландских героях. — М.: Наука, 1985. — С. 351—380. — 496 с. — 100 000 экз.